# Бурханов, Муталь Музаинович
Мута́ль (Мутавакки́л) Музаи́нович Бурха́нов (узб. Mutal (Mutavakkil) Muzayyinovich Burhonov; 22 апреля (5 мая) 1916, Бухара, Бухарский эмират, ныне Узбекистан — 15 июня 2002, там же) — советский и узбекский композитор и общественный деятель. Автор музыки Гимна Узбекской ССР (1947) и Гимна Узбекистана (1992). Народный артист Узбекской ССР (1976).

## Биография
В 1932 году окончил Научно-исследовательский институт узбекской музыки и хореографии в Самарканде. В 1949 году окончил Московскую консерваторию; ученик Сергея Василенко (композиция) и Григория Столярова (дирижирование). В 1932—1933 годах танбурист в Ташкентском драматическом театре им. Хамзы. В 1950—1951 годах художественный руководитель Ташкентского радио. В 1955—1960 годах председатель правления Союза композиторов Узбекской ССР. Автор первых узбекских многоголосых хоровых произведений. Писал музыку к фильмам и спектаклям.

## Фильмография
- 1953 — Бай и батрак
- 1956 — Авиценна
- 1957 — Рыбаки Арала
- 1958 — Очарован тобой
- 1961 — Отвергнутая невеста
- 1963 — Самолёты не приземлились
- 1964 — Жизнь прошла ночью
- 1968 — Поэма двух сердец

## Сочинения
- опера «Алишер Навои» (1986, поставлена в 1990, Ташкент)
- симфоническая сюита «Авиценна» (1957)
- «Ода партии Ленина» (на стихи Xамида Гуляма, 1959)
- кантата «Цветущий Узбекистан» для солистов, хора, симфонического оркестра (на стихи Xамида Алимджана и Уйгуна, 1949)
- касыда «Алишеру Навои» для чтеца, солистов, хора и симфонического оркестра (на стихи Абдуллы Арипова, 1968)
- романс «Голос сердца» для голоса и симфонического оркестра
- сюита «Дочь Узбекистана» для симфонического оркестра (1938)
- баллада «Огонь любви» для солиста и симфонического оркестра (на стихи Машраба, 1939)
- романс-поэма «Имени её не знаю» для голоса и симфонического оркестра (на стихи Хафиза, 1979)
- «Вечная память» для солистов, хора и симфонического оркестра (на стихи Абдурауфа Фитрата, Усмана Насыра, Абдулхамида Чулпана и Бурханова, 1996)
- для хора без сопровождения «Сари кухи баланд», «Гузал кизга», «Бибигуль», «Зарра гул», «Чашми сиёх» и др.

## Награды
- 18 марта 1959 — орден Ленина[1]
- 13 ноярбя 1964 — Заслуженный деятель искусств Узбекской ССР[2]
- 1964 — Государственная премия Каракалпакской АССР
- 1970 — Государственная премия Узбекской ССР им. Хамзы[3]
- 1976 — Народный артист Узбекской ССР
- 1994 — медаль «Шухрат»[4]
- 1996 — Почётная грамота Республики Узбекистан[5]
- 1998 — орден «Буюк хизматлари учун»[6]
- 2001 — орден «Эл-юрт хурмати»[7]